# ولف ۵۶۷۴
سیارک ۵۶۷۴ (به انگلیسی: 5674 Wolff، نامگذاری:1986RW2) پنج هزار و ششصد و هفتاد و چهارمین سیارک کشف شده‌است که در ۶ سپتامبر ۱۹۸۶ کشف شد.
قدر مطلق سیارک برابر ۱۳٫۵۰ است.